# Belagerung von al-Arisch
Shubrakit – Pyramiden – Salihiyya – Abukir I – al-Arisch – Jaffa – Akkon – Berg Tabor – Abukir II – Heliopolis – Alexandria I – Kairo – Alexandria II
Die Belagerung von al-Arisch durch französische Truppen unter Napoléon Bonaparte ereignete sich während der Ägyptischen Expedition und dauerte vom 8. bis 19. Februar 1799. Die von osmanischen Truppen und einheimischen Kämpfern verteidigte Stadt fiel nach einer heftigen Kanonade und mehreren Sturmversuchen nach elf Tagen Belagerung. Al-Arisch war die erste osmanische Festung, die von den Franzosen im Rahmen des Syrienfeldzuges erobert wurde. Den überlebenden Verteidigern der Stadt wurde unter Abnahme des Versprechens, nicht mehr gegen die Franzosen zu kämpfen, von Napoleon freier Abzug gewährt.